# Велика-Морава
Ве́лика-Мора́ва, также Мора́ва (серб. Велика Морава или серб. Морава, лат. Margus) — река в Сербии, правый приток Дуная, впадает в него к востоку от Смедерево. Образуется слиянием рек Южная Морава и Западная Морава в 15 км к северо-востоку от города Крушевац. Длина реки — 217 км, от истока Южной Моравы — 563 км.
Средний расход воды — 232 м³/с. Высота истока — 134 м над уровнем моря. Высота устья — 65 м над уровнем моря.
Площадь водосбора Велика-Моравы — примерно 38 тыс. км², страны в бассейне: Сербия, Болгарии (1,2 тыс. км², 3 % площади бассейна), Черногория, Северная Македония (менее 0,5 % каждая).

## Происхождение названия
Страбон и Плиний упоминают реку как Марг (др.-греч. Μάργος, лат. Margis). По мнению В. И. Георгиева, название реки — иллирийского или фракийского происхождения и восходит к пра-и.е. *morgo-: ср. др.-англ. merece, др.-сканд. merki «болото» из пра-и.е. *morg-, ср. Мрога (Mroga) — название реки в Польше; также, вероятно, название родственно латыш. merguót «моросить», греч. βρέχω «орошать» из пра-и.е. *mergh-.

## География и геоморфология
Исток Южной Моравы находится на западном склоне массива Црна-Гора у границы с Северной Македонией, а Западной — на западном склоне гор Голия к северо-востоку от города Сьеница в Сербии. В верхнем течении обе реки пересекают горы и холмы, а после их слияния река течёт преимущественно на север и после Лапово выходит на равнинный участок длиной 180 км, на котором принимает воды 32 притоков. Притоки Велика-Моравы относительно коротки, самый длинный — Ясеница имеет протяжённость 79 км, остальные не превышают 50 км. Основные притоки справа: Ёвановачка, Црница, Раваница, Ресава и Ресавица. Левые притоки: Каленичка, Лугомир, Белица, Лепеница, Рача и Ясеница. Все они маловодны, но в дождливые годы дают значительный вклад в наводнения.
На Моравской равнине (Поморавье) находятся самые плодородные земли Сербии, которые также характеризуются относительно высокой плотностью населения. На равнине река меандрирует, вдоль русла располагаются аллювиальные террасы и болотистые участки; ближе к устью река делится на рукава.
Аллювиальные седименты состоят из смеси четвертичных лёссов, неогеновых озёрных седиментов, мезозойских флишей и палеозойских сланцев. Кроме того, встречаются участки вулканических и плутонических родных пород. Максимальная ширина русла Велика-Моравы составляет 325 м, средняя — 140 м, а глубина — 1-4 м. Высота берегов — 3-16 м. Долина реки отделяет расположенные к востоку Сербские Карпаты и Балканские горы от Динарского нагорья.

## Гидрология и биогеохимия
Бассейн Велика-Моравы преимущественно располагается в области континентального климата, средние температуры января от −1 до 1 °C, июня — от 22 до 23 °C, среднегодовая температура составляет 11-12 °C. Осадки имеют максимум в мае-июне, а минимум — в октябре и феврале. Равнинные области в среднем за год получают от 600 до 700 мм осадков.
Средний расход воды в устье составляет около 277 м³/с, весной — период высокой воды. Значительные наводнения могут возникнуть при совпадении времени таяния снега и сильных дождей, расход может повысится до 2464 м³/с. Для снижения рисков наводнения на реке создана цепь водохранилищ. На территории всего бассейна наблюдаются процессы эрозии, особенно в лишённой леса долине Южной Моравы. Все крупные города, производства и свалки вдоль реки расположены на подверженных наводнениям территориях.
Суммарный объём фосфорных загрязнителей, выносимых Велика-Моравой, оценивается в 1841 тонн в год (2004 год) что составляет 8 % всей фосфорной нагрузки Дуная. Промышленные объекты и заводы по очистке сточных вод дают около 60 % объёма, ещё 20 % обуславливаются эрозией возделываемых земель. Объём азотных загрязнителей составляет 28 246 тонн в год (2004 год) или 6 % от всего бассейна Дуная. Велика-Морава классифицируется как сильно загрязнённая река, индекс BOD5 значительно выше в сравнении с другими притоками Дуная. Наиболее загрязнённые реки бассейна Велика-Моравы — это Западная Морава и её основной приток Ибар.

## Фауна
По последним исследованиям (2003 год) в реке Велика-Морава обитает 42 вида рыбы. Преобладают карповые, также представлены лососёвые, щуки, вьюновые, балиторовые, сомовые, кошачьи сомы и окуневые.
В верхнем течении холодолюбивые беспозвоночные-стенотермы преобладают над макробеспозвоночными, особенно веснянки, подёнки, ручейники и бокоплавы (в основном бокоплавы-гаммарусы) Искусственные водоёмы и водохранилища по большей части эвтрофные и их бентические сообщества представлены малощетинковыми червями (семейство трубочники, роды Limnodrilus, Potamotrix, Tubifex) и двукрылые (семейства комары-звонцы и комары толстохоботные). С 2005 года в нижнем течении реки отмечалось обилие крупных азиатских беззубок Sinanodonta woodiana, популяция которых в 5 раз превышает родной вид обыкновенная перловица (Unio pictorum) и распространяется в другие притоки Дуная, например в реку Сава. Местами в бассейне реки можно встретить червя бранхиура (Branchiura sowerbyi).

## Экономика
Велика-Морава несудоходна, в верховьях используется для лесосплава, в нижнем течении — для орошения. На Западной Мораве расположено три ГЭС, на притоке Южной Моравы, реке Власина у Власинского Озера — четыре. Велика-Морава и Южная Морава образуют важный транспортный коридор Морава — Вардар, по которому проходят основные автомобильная и железная дороги в Сербии. Вдоль ещё одного притока Южной Моравы, реки Нишава, проходит транспортный маршрут из Белграда через Софию в Турцию. В период с 1960 по 1990 годы в бассейне Велика-Моравы были проведены значительные гидротехнические и мелиорационные работы: построены набережные, марши превращены в рыбные пруды, русло спрямлено, создано несколько водохранилищ.
В бассейне реки живёт 4,5 млн человек. Крупные населённые пункты вдоль Велика-Моравы: село Варварин, Парачин, Чуприя, Ягодина, село Багрдан, Лапово, Свилайнац, Велика Плана, Пожаревац.

## История
- Около Чуприи на левом берегу реки в 1805 году произошла Битва при Иванковаце, ставшая первой победой сербских повстанцев и повортным моментом в истории освобождения Балкан от турецкого ига.